# Masset Airport
Masset Airport är en flygplats i Kanada.   Den ligger i North Coast Regional District och provinsen British Columbia, i den sydvästra delen av landet, 4 100 km väster om huvudstaden Ottawa. Masset Airport ligger 7 meter över havet.
Terrängen runt Masset Airport är platt. Havet är nära Masset Airport norrut. Trakten runt Masset Airport är nära nog obefolkad, med mindre än två invånare per kvadratkilometer.. Närmaste större samhälle är Masset, 2,3 km sydväst om Masset Airport. 
I omgivningarna runt Masset Airport växer i huvudsak barrskog.